# Micoquien

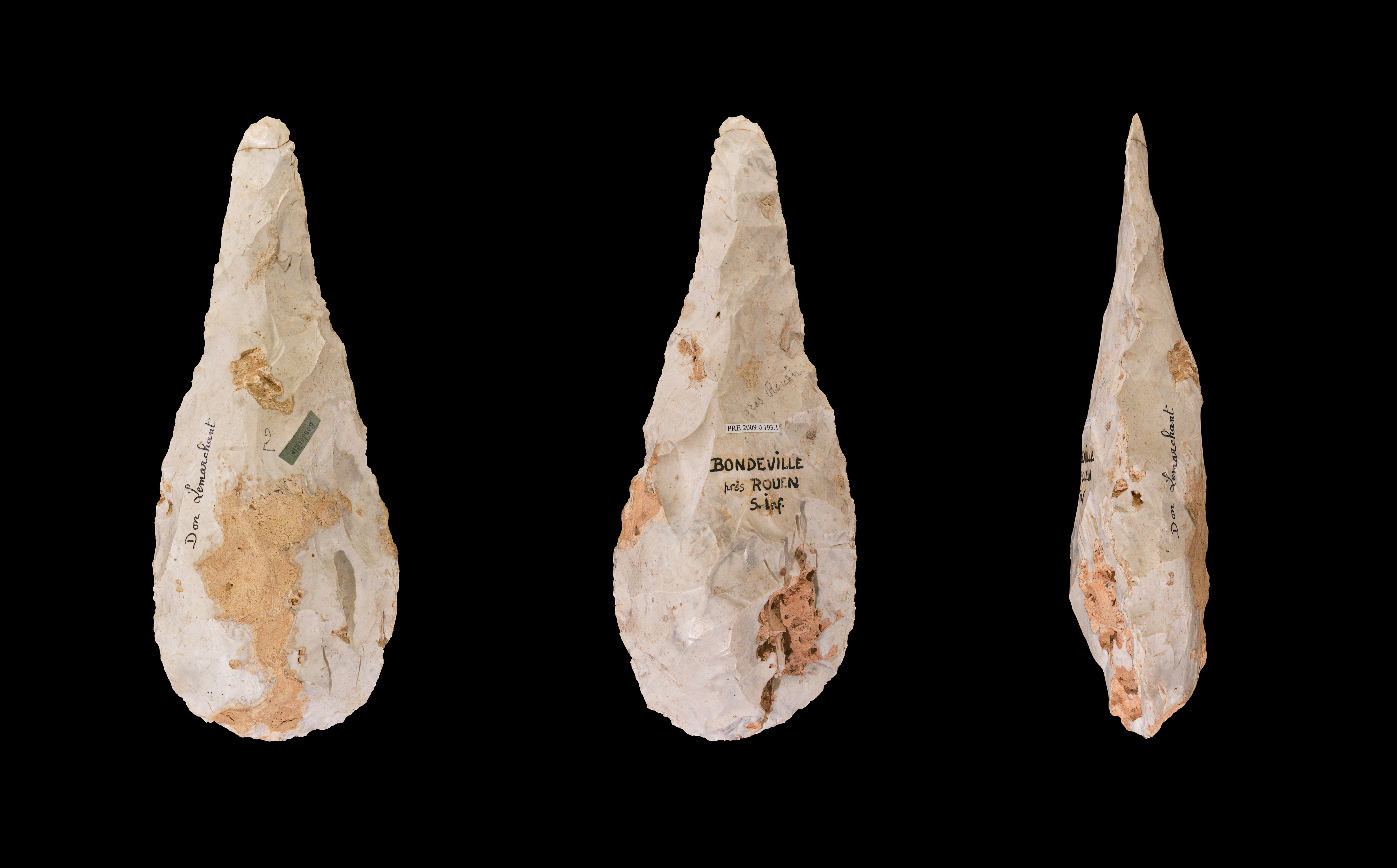

Micoquien je kamenná štípaná industrie mladší fáze středního paleolitu. Oblast výskytu se váže na krasové oblasti. Je spojována s Homo sapiens neanderthalensis ve střední a západní Evropě v době před 130 000 až 70 000 lety. Na micoquien navázal szelétien, jedna z časných industrií mladého paleolitu.
Název pochází z lokality La Micoque v departmentu Dordogne ve Francii.
Pro tuto kamennou industrii je typické plošné oboustranné opracování nástrojů (bifasy různých tvarů, klínovité nože, tenké listovité nástroje). Nejčastějším tvarem je drasadlo taktéž s plošnou retuší. Chybí levalloiská technika.
Na českém území jsou známy nálezy např. z jeskyně Kůlna, odkud pochází i čelist neandrtálce se čtyřmi zuby. Další nálezy pocházejí z jeskyň Pekárna a Tmaň.